# Cimbria (Schiff)

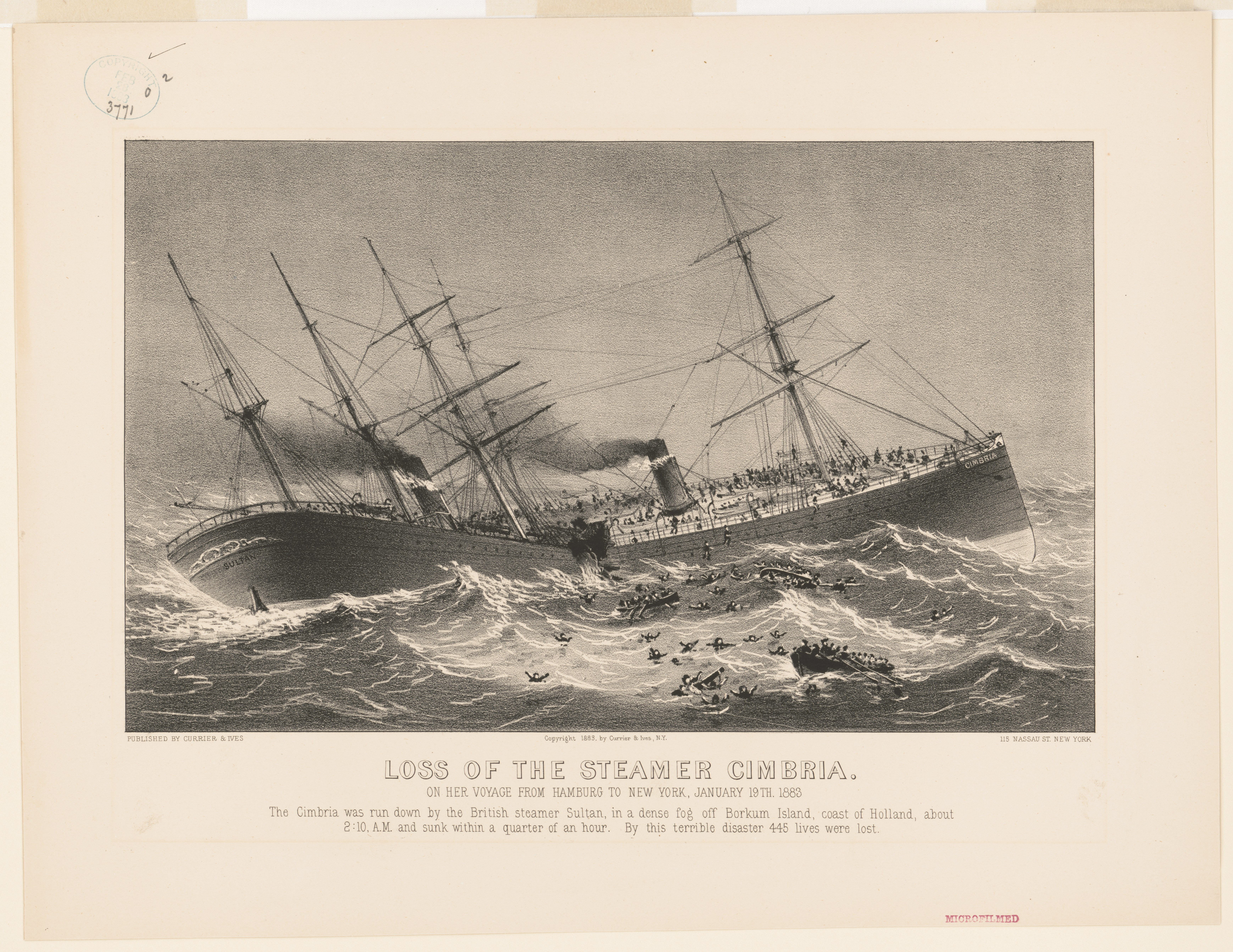
Verlust des Dampfers Cimbria, auf seiner Reise von Hamburg nach New York, 19. Januar 1883

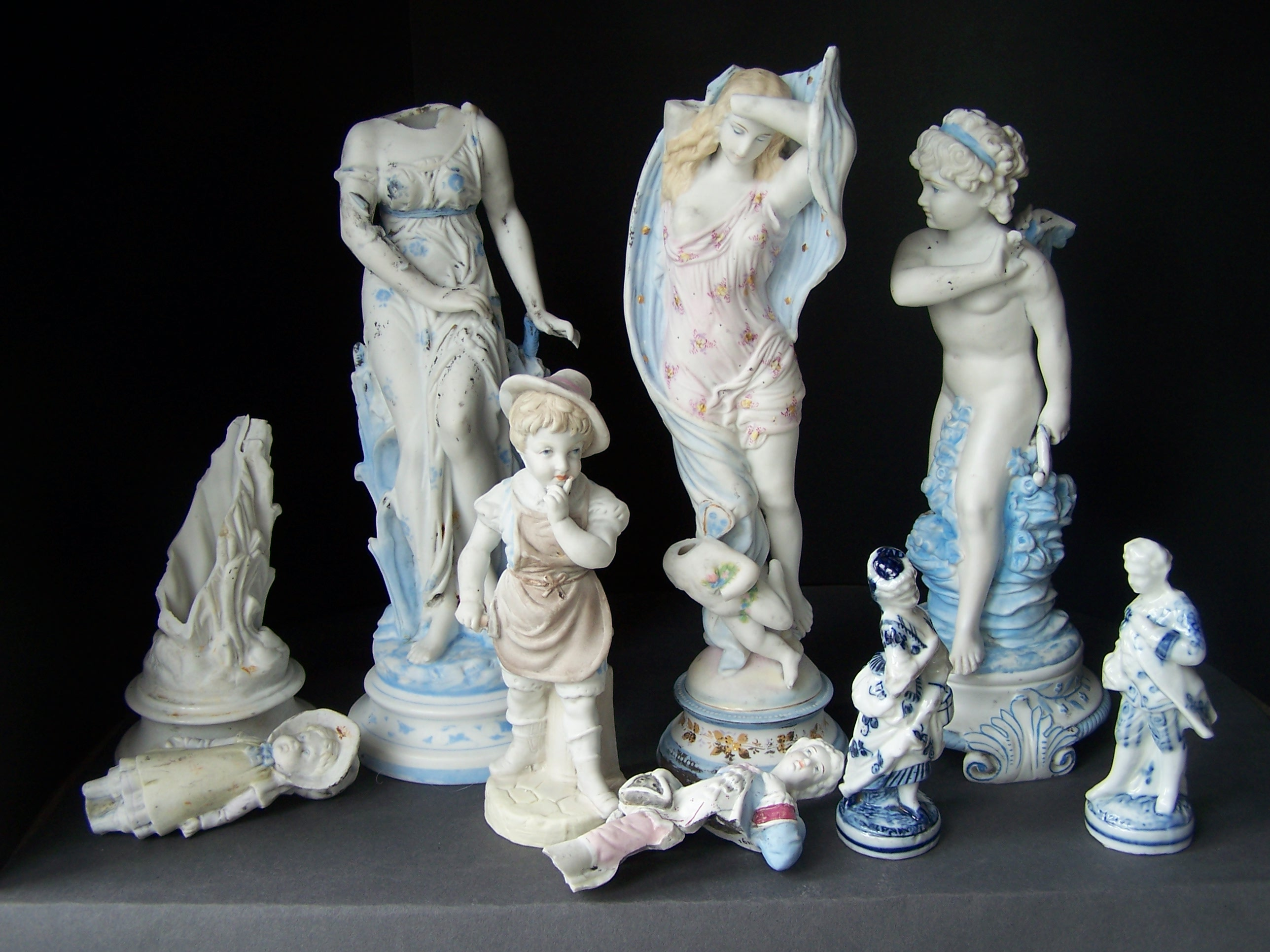
Geborgene Porzellan-Figurinen aus dem Cimbria-Wrack

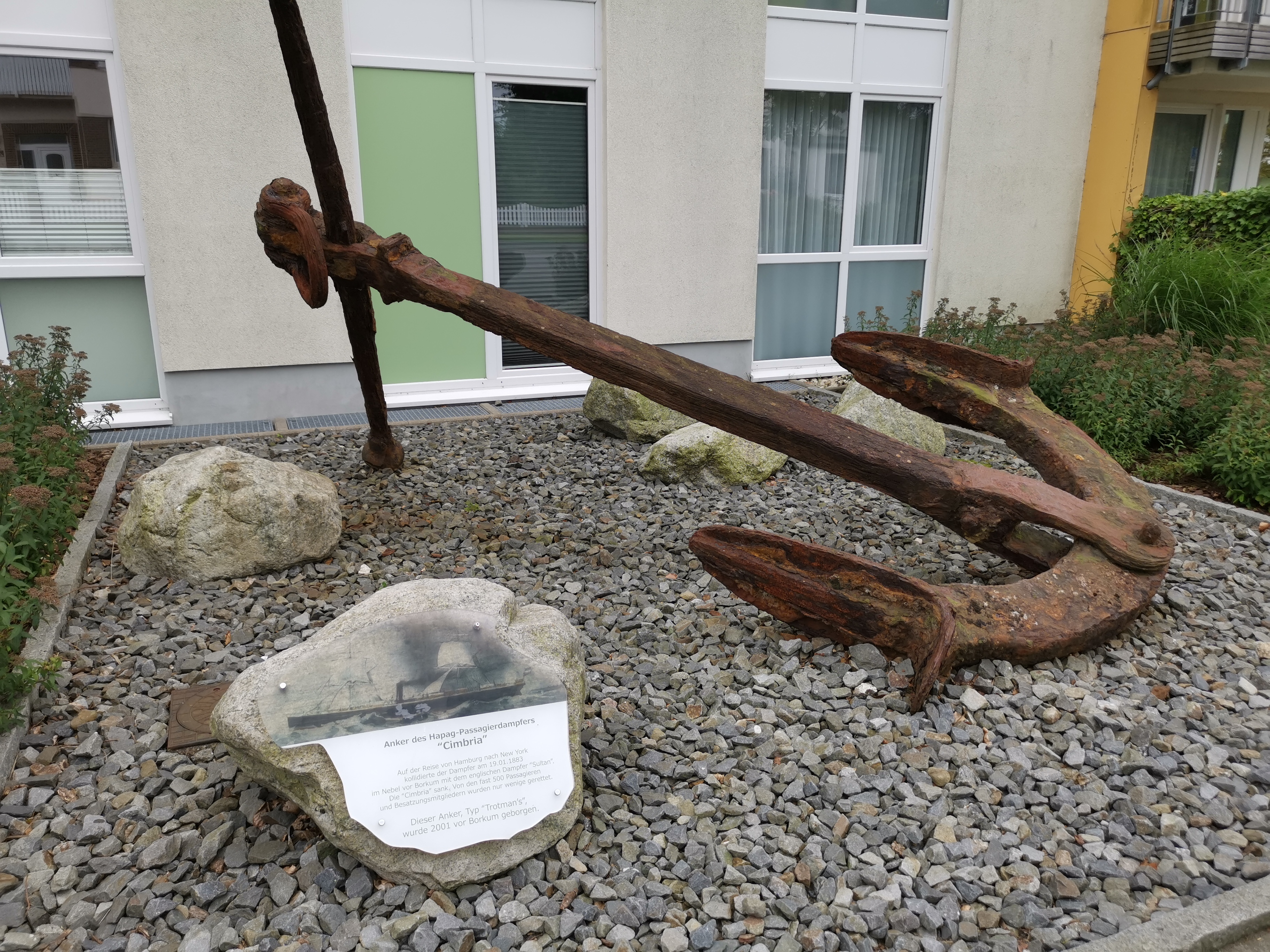
Anker der Cimbria 2001 vor Borkum geborgen.

Die Cimbria war das zweite Dampfschiff der Hammonia-Klasse der Hamburg-Amerikanischen Packetfahrt Actien-Gesellschaft (Hapag). Das bei Caird & Co. in Greenock (Schottland) gebaute Schiff lief am 21. Januar 1867 vom Stapel. Es hatte eine Länge von 103,60 m und eine Verdrängung von 3.037 gross tons. Die Indizierte Leistung der Dampfmaschine wurde mit 1.500 PSi angegeben, die der Cimbria eine Geschwindigkeit von maximal 12,5 Knoten verlieh. Das Schiff besaß Passagiereinrichtungen für 678 Personen bei einer Besatzung von 120 Mann und war als Transatlantikliner im Einsatz.

## Untergang
Das von Kapitän Julius Hansen geführte Schiff legte am 17. Januar 1883 in Hamburg ab. Es kollidierte am 19. Januar 1883 mit dem englischen Dampfer Sultan (Kapitän: Cuttil) in der Nähe der deutschen Nordseeinsel Borkum. Beide Schiffe fuhren im dichten Nebel aufeinander zu. Man hörte auf der Cimbria das Nebelhorn eines anderen Schiffes, konnte es aber nicht lokalisieren.
Die Dampfer waren im Moment des Sichtkontakts nur noch 30 Meter entfernt. Die Sultan rammte die Cimbria an der Backbordseite. Dabei wurde die Bordwand der Cimbria unter der Wasserlinie aufgerissen, was zu einem heftigen, nicht kontrollierbaren Wassereinbruch führte. Das Schiff begann schnell zu sinken. Die Sultan war so schwer beschädigt, dass sie sich um die Cimbria sowie deren Passagiere und Besatzung nicht kümmern konnte.
Von der Cimbria, die neben der 92-köpfigen Besatzung 401 Passagiere an Bord hatte, verloren 437 Personen ihr Leben. Von den an Bord befindlichen 72 Frauen und 87 Kindern wurde kaum jemand gerettet (damals gab es viele Nichtschwimmer). Die Passagiere waren meist Auswanderer aus Russland, Preußen, Österreich und Ungarn; auch französische Seeleute auf dem Weg nach Le Havre und einige in die USA zurückreisende Chippewa-Indianer waren an Bord. Zu ihrer Zeit bekannte Opfer waren die Geschwister Kathinka, Auguste und Georg Rommer aus Biberach, die „Schwäbischen Singvögel“.
56 Menschen konnten in Rettungsboote steigen und wurden von dem Bremer Schiff Diamant und von der englischen Bark Theta geborgen. Ein drittes Boot erreichte mit neun Überlebenden die Insel Borkum.

## Bergungen und Forschungen
1974 entdeckte das Forschungsschiff Wega das Wrack der Cimbria. Eine der Schiffsglocken konnte geborgen werden. 
Im August 2001 begann die in Sasbach am Kaiserstuhl ansässige Firma Sea Explorer AG mit der Bergung von Ausrüstungsgegenständen sowie Reisegepäck der Auswanderer.
Weiterhin hatte die Cimbria auf ihrer letzten Fahrt rund 1500 t Fracht wie Karlsbader Sprudelsalz, versiegelte Weinflaschen, Porzellangeschirr, Pfeifenköpfe und vieles mehr an Bord. Auch befanden sich besonders wertschöpfende Rohstoffe wie Elefantenstoßzähne für die Weiterverarbeitung in Amerika auf dem Schiff, denn mit dem Beginn der Industrialisierung im 19. Jahrhundert stellte Elfenbein weltweit ein wichtiges und lukratives Handelsgut dar.
Im Mai 2007 wurde die auf Borkum ansässige Cimbria Operation Ltd. & Co. KG mit der Bergung des Schiffes beauftragt. Hierbei sollte das Wrack erkundet werden und im Rahmen einer Ausstellung den Besuchern der Ferieninsel nähergebracht werden. Bis zum Ende des Projektes 2008 wurden 250 Tauchgänge unternommen.
2012 untersuchten Archäologen von Terra Mare Excavation & Research in Zusammenarbeit mit dem WWF Elfenbein aus dem Frachtraum der Cimbria auf dessen Herkunftsland. Sie stellten fest, dass das Elfenbein mit hoher Wahrscheinlichkeit ursprünglich aus dem südlichen Afrika und hier einmal aus Botswana und einmal aus dem Raum um den Kruger-Nationalpark stammt.

## Präsentation
Die 1974 geborgene Schiffsglocke wurde restauriert und steht in der Hauptverwaltung der Hapag-Lloyd AG (Hamburg, Ballinhaus) an der Binnenalster zum Andenken an alle, die auf See starben.
In der Dauerausstellung des Windstärke 10 – Wrack- und Fischereimuseums Cuxhaven werden der Untergang der Cimbria und die Schicksale der über 400 Todesopfer besonders beleuchtet, andererseits wird darauf hingewiesen, welche „Schätze unter Wasser“ sich bei den Havarien ergeben können.

## Belege
1. ↑  Beschreibung bei Caledonian Maritime Research Trust
2. ↑  Schwäbische Zeitung online: Die „Singvögel“ sangen bis sie starben
3. ↑  Passagierliste und Besatzungsliste der letzten Fahrt der Cimbria, veröffentlicht in der Hamburger Börsen-Halle vom 22. Januar 1883:
4. ↑  Schatzsucher am Wrack des Auswandererschiffs „Cimbria“. Hamburger Morgenpost vom 31. August 2001.
5. ↑  J. Ewersen, S. Ziegler: Dem Meer entrissen? Herkunftsbestimmung von Elefanten-Elfenbein aus dem Wrack der Cimbria. Beiträge zu Archäozoologie und prähistorischen Anthropologie, 9 (2013), S. 177–189.
6. ↑  Das Ballinhaus. Broschüre der Hapag-Lloyd AG,  Seite 20 (Memento vom 5. März 2016 im Internet Archive) (PDF; 2,0 MB)
7. ↑  spiegel.de: Schauder durch alle Glieder.